# Cristiana Oliveira
Cristiana Barbosa da Silva de Oliveira, née le 15 décembre 1963 à Rio de Janeiro, est une actrice, mannequin et femme d'affaires brésilienne.

## Biographie
Fille d'Oscar de Oliveira et d'Eugênia Barbosa da Silva de Oliveira, elle est la plus jeune des neuf enfants (deux garçons et sept filles), née et élevée à Ipanema, pour aider à la maison, a commencé à travailler encore toute jeune, avec 10 ans, dans une floriculture près de votre résidence.

## Vie personnelle
À l'âge de 13 ans, en 1976, elle est devenue accro à la cigarette, ne réussissant à se débarrasser de la dépendance qu'en 1998, avec l'aide de Victor Fasano, son ami de profession.
Cristiana était mariée au photographe André Wanderley, de cette union est née Rafaella. En 1994, Cristiana s'est mariée pour la deuxième fois, cette fois avec l'homme d'affaires Marcos Sampaio, avec qui elle a été mariée pendant 8 ans. En 1999, sa deuxième fille, Antônia, est née. Il ne voulait pas se marier après la séparation.
Le 7 février 2013, elle est devenue grand-mère pour la première fois, avec la naissance de Miguel, fils de Rafaella.

## Filmographie

### Télévisée
- 1989 - Kananga do Japão .... Hannah
- 1990 - Pantanal .... Juma Marruá
- 1991 - Amazônia .... Mila / Camille
- 1992 - De Corpo e Alma .... Paloma Bianchi
- 1994 - Memorial de Maria Moura .... Marialva
- 1994 - Quatro por Quatro .... Tatiana Tarantino (Maria das Dores Santanna / Raio de Sol)
- 1996 - Salsa e Merengue .... Adriana
- 1998 - Corpo Dourado .... Selena
- 1999 - Vila Madalena .... Pilar
- 2001 - Porto dos Milagres .... Eulália
- 2001 - Le Clone .... Alicinha (Alice Maria Ferreira das Neves)
- 2002 - O Olhar da Serpente .... Celeste Carvalho Pinto
- 2003 - Kubanacan .... Helena
- 2005 - Malhação .... Rita Garcia
- 2006 - A Diarista .... Betty
- 2007 - Amazônia, de Galvez a Chico Mendes .... Carminha
- 2007 - Sete Pecados .... Dra. Margareth
- 2008 - Casos e Acasos .... Simone
- 2008 - Casos e Acasos .... Bárbara
- 2008 - Faça sua História .... Talita
- 2009 - Paraíso .... Zuleika Tavares
- 2011 - Passions mortelles .... Araci Laranjeira
- 2012 - Salve Jorge .... Yolanda Pereira Galvão
- 2016 - A Terra Prometida .... Mara
- 2019 - Topíssima .... Lara Alencar Dominguez